# Charles Edward Drennan
Charles Edward Drennan (Christchurch, 23 agosto 1960) è un vescovo cattolico neozelandese, dal 4 ottobre 2019 vescovo emerito di Palmerston North.

## Biografia
Charles Edward Drennan è nato a Christchurch il 23 agosto 1960. Suo padre era anglicano e sua madre cattolica.

### Formazione e ministero sacerdotale
Nella sua città natale ha frequentato la Ilam School, la St Teresa's School (Riccarton), la Kirkwood Intermediate School e il Christ's College. Quando frequentava la St Teresa's, all'età di nove anni, un insegnante ha presentato alla classe il libro Promises to Keep del dott. Thomas Anthony Dooley III sulla guerra del Vietnam. Questo libro ha impressionato Drennan, che già allora stava pensando di diventare prete, in quanto testimoniava un'idea di servizio. Ha conseguito un master di 1ª classe con lode presso l'Università di Canterbury.
Dopo aver terminato l'università, Drennan ha trascorso un periodo di tre anni viaggiando all'estero e per un certo periodo ha lavorato in una casa di Ryder-Cheshire in India per pazienti affetti da tubercolosi, adulti con bisogni speciali e bambini i cui genitori avevano la lebbra. Lì ha preso la decisione di diventare prete cattolico romano.
Ha compiuto gli studi per il sacerdozio presso il seminario "Santa Croce" di Mosgiel per due anni. Monsignor John Basil Meeking lo ha quindi inviato a Roma per completare la sua formazione presso la Pontificia università urbaniana. In seguito ha frequentato gli studi post laurea presso la Pontificia Università Gregoriana.
Il 14 giugno 1996 è stato ordinato presbitero per la diocesi di Christchurch a Roma. Il 28 settembre dell'anno successivo è diventato anche un ascritto rosminiano, ovvero un appartiene all'Istituto della carità come sacerdote diocesano. Tornato in patria è stato vicario parrocchiale della parrocchia di Nostra Signora dell'Assunzione a Hoon Hay per sei mesi dal 1996 al 1997 e vicario parrocchiale della parrocchia di San Giuseppe a Timaru North dal 1997 al 1999. Nel 1999 è tornato a Roma per completare gli studi. Ha preso residenza nel Pontificio Collegio Urbano. Nel 2001 ha conseguito la licenza in teologia presso la Pontificia università urbaniana. Tornato in diocesi è stato professore al Good Shepherd College di Ponsonby, Auckland, e formatore al seminario "Santa Croce" di Auckland per nove mesi nel 2002.
Nel 2002 è entrato in servizio come minutante presso la prima sezione affari generali della Segreteria di Stato della Santa Sede. Il suo ruolo principale era scrivere discorsi e interventi per il pontefice. Il periodo di servizio di Drennan ha coperto gli ultimi anni di pontificato di papa Giovanni Paolo II e l'elezione e i primi quattro anni di papa Benedetto XVI. Drennan ha detto che lavorare in Vaticano è stato "intenso, finemente concentrato ed estremamente stimolante. Ho incontrato delle persone meravigliose lì - sacerdoti e laici - che lavorano in Vaticano".
Nel 2010, su richiesta del vescovo Barry Philip Jones, è tornato in patria. Poco prima di lasciare il Vaticano, ha accompagnato il papa nel viaggio apostolico nella Repubblica Ceca. In quell'ambito ha discusso della Chiesa cattolica in Nuova Zelanda con il pontefice. In seguito ha prestato servizio come cancelliere vescovile; amministratore della cattedrale del Santissimo Sacramento di Christchurch; parroco della parrocchia di Sant'Anna a Woolston; presidente del consiglio presbiterale e membro del collegio dei consultori.

### Ministero episcopale
Il 22 febbraio 2011 papa Benedetto XVI lo ha nominato vescovo coadiutore di Palmerston North. Ha ricevuto l'ordinazione episcopale l'11 giugno successivo nella cattedrale dello Spirito Santo a Palmerston North dal vescovo di Palmerston North Peter James Cullinane, co-consacranti il vescovo di Christchurch Barry Philip Jones e l'arcivescovo metropolita di Canberra e Goulburn Mark Benedict Coleridge. Come motto ha scelto l'espressione "Caritas congaudet veritati", tratta dal capitolo 13 della Prima lettera ai Corinzi.
Nel dicembre del 2011 ha compiuto la visita ad limina.
Il 22 febbraio 2012 è succeduto alla medesima sede. Ha preso possesso della diocesi il 17 marzo successivo con una cerimonia nella cattedrale dello Spirito Santo a Palmerston North.
Il 7 marzo 2015 monsignor Drennan si è unito ad altri manifestanti a Palmerston North contrari alla Trans-Pacific Partnership (TPP). In un discorso ai 500 manifestanti in piazza, ha detto: "La libertà assoluta non è nel nostro interesse. Certamente non è un diritto degli interessi economici globali prevalere sul dovere di un governo eletto di governare l'economia di una nazione in accordo con i desideri dei cittadini di quella nazione". Drennan ha anche denunciato la segretezza dei negoziati del TPP. Questo controverso trattato è entrato in vigore il 30 dicembre 2018.
Nel 2016 è stato eletto segretario generale della Conferenza episcopale della Nuova Zelanda. In seno alla stessa è stato membro della commissione per la Chiesa.
È stato vicepresidente della Federazione delle conferenze dei vescovi cattolici dell'Oceania dall'aprile del 2018 al 4 ottobre 2019 e membro del consiglio del New Zealand Catholic Education Office Ltd e del consiglio del Catholic Institute di Wellington.
Il 4 ottobre 2019 papa Francesco ha accettato la sua rinuncia al governo pastorale della diocesi. Nei mesi precedenti era stato denunciato da due donne adulte per comportamenti sessuali inappropriati. Un'indagine dell'Ufficio neozelandese per gli standard professionali della Chiesa cattolica ha rilevato che il comportamento non era di natura criminale ma comunque inaccettabile per un vescovo cattolico. Per un certo periodo ha soggiornato nell'abbazia di Nostra Signora della Stella del Sud a Takapau, un villaggio nel distretto di Central Hawke's Bay.

## Genealogia episcopale
La genealogia episcopale è:
- Cardinale Scipione Rebiba
- Cardinale Giulio Antonio Santori
- Cardinale Girolamo Bernerio, O.P.
- Arcivescovo Galeazzo Sanvitale
- Cardinale Ludovico Ludovisi
- Cardinale Luigi Caetani
- Cardinale Ulderico Carpegna
- Cardinale Paluzzo Paluzzi Altieri degli Albertoni
- Papa Benedetto XIII
- Papa Benedetto XIV
- Papa Clemente XIII
- Cardinale Marcantonio Colonna
- Cardinale Giacinto Sigismondo Gerdil, B.
- Cardinale Giulio Maria della Somaglia
- Cardinale Carlo Odescalchi, S.I.
- Cardinale Costantino Patrizi Naro
- Cardinale Serafino Vannutelli
- Cardinale Domenico Serafini, Cong. Subl. O.S.B.
- Cardinale Pietro Fumasoni Biondi
- Arcivescovo Filippo Bernardini
- Cardinale Norman Gilroy
- Cardinale Peter Thomas McKeefry
- Vescovo Owen Noel Snedden
- Cardinale Thomas Stafford Williams
- Vescovo Peter James Cullinane
- Vescovo Charles Edward Drennan